# Церковь Веры, Надежды, Любови и матери их Софии (Благовещенск)
Церковь святых мучениц Веры, Надежды, Любови и матери их Софии — православный храм в городе Благовещенске Амурской области. Является подворьем Среднебельского Богородичного женского монастыря.

## Описание
В 1950-х годах в районе железнодорожного вокзала было построено одноэтажное деревянное здание для клуба железнодорожников и обустроен вокруг него сквер. К началу 2000-х здание и сквер оказались заброшенными и пришли в запустение. Летом 2012 года, по просьбе епископа Благовещенского Лукиана, руководство Российских железных дорог передало клуб и участок земли, на котором он расположен, Благовещенской епархии. Бывшее здание клуба решено было перестроить в церковь и посвятить её святым мученицам II века — Вере, Надежде, Любови и матери их Софии. 30 сентября того же года, в день памяти святых мучениц, в храме прошла первая божественная литургия. По случаю этого праздника из кафедрального собора Благовещения Пресвятой Богородицы принесли чудотворный образ Албазинской иконы Божией Матери.
Бывший клуб был перестроен в православный храм по образцу утраченной Михаило-Архангельской церкви — тоже деревянной, 1895 года постройки. Эти оба здания в плане имели очень большое сходство. Официальное открытие храма для прихожан состоялось в январе 2013 года.